# 中山大学附属中学

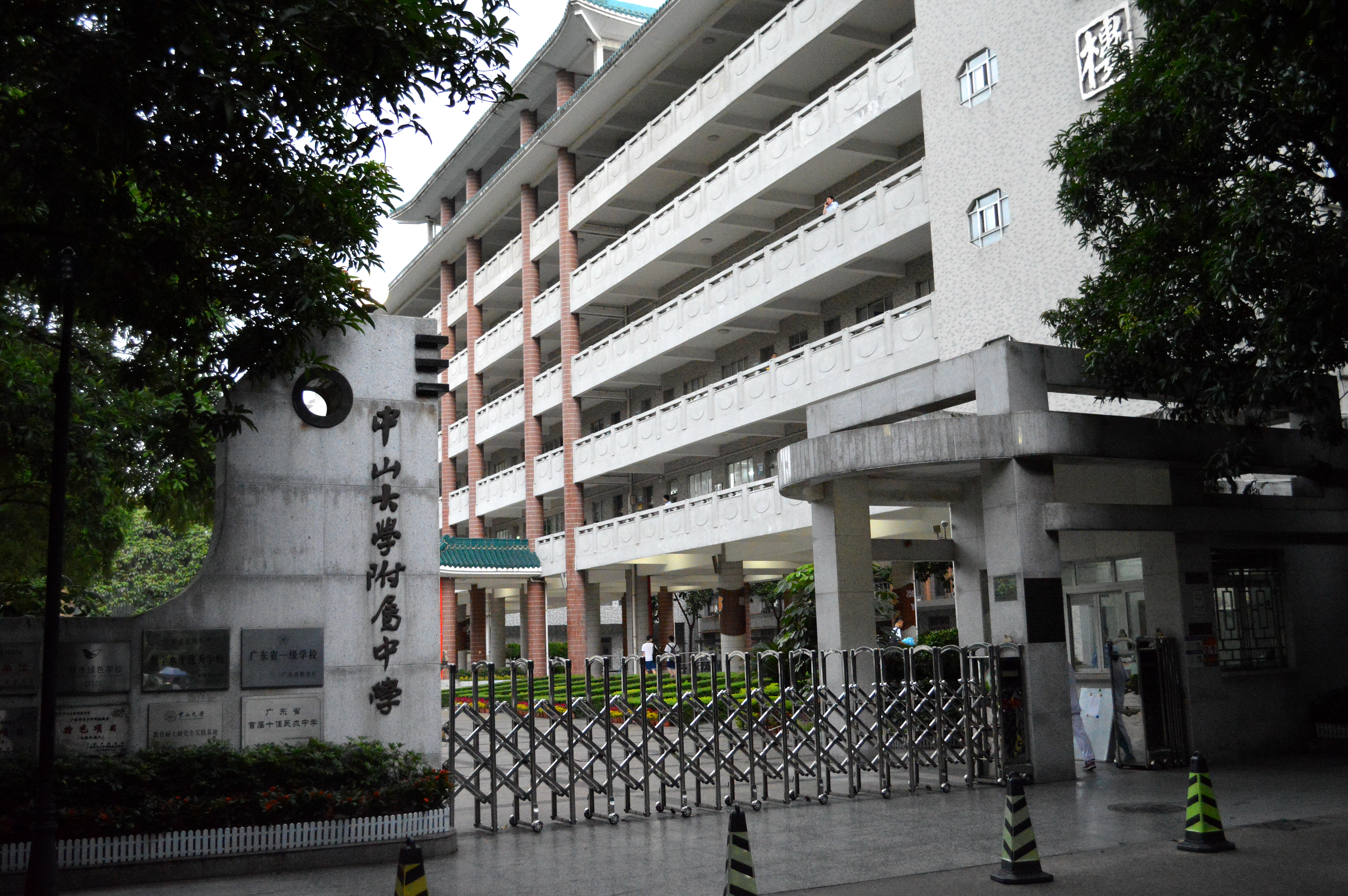

中山大学附属中学简称中大附中，位于中国广州市海珠区的中山大学南校園（廣州市海珠區新港西路135號）内。
中大附中原是中山大学的附属中学，曾因历史原因停止办学。1993年9月，以国有民办的新机制复办，成为中山大学新的组成部分。
自2022年秋季学期开始，学校由民办学校转为普通公办学校。
2024年6月，2024届高三学生毕业，中大附中從完全中學改為初級中學。

## 学校历史
1924年，當時的廣東大學（即今日的中山大學）設立了一間附屬學校，其中包括中學部，當時稱為廣東大學附屬中學。學校開辦兩年後，隨著廣東大學更名為國立中山大學，學校也隨之更名為省立中山中學，並交由廣東省教育廳管理一年後，重新歸中山大學。
然而，由於廣州地區爆發戰亂及社會動蕩，學校一度停辦，直至1993年秋季才復辦。
學校復辦初期，定名為中山大學附屬中學，但當時並未有固定的校址和教室，課堂上課地點也常常變動。後來，中山大學選擇了學校西門口的成人教育學院作為附中範圍。當時每個年級只有兩個班，直到1996年才有了第一批畢業生。1998年，隨著中山大學校址的重新規劃，選定了學校西南角、靠近新港西路的地點作為附中校區。1999年，學校開始興建多座教學樓，並在一年內完成建設。